# Elka Schrijver
Elka Schrijver (Amsterdam, 30 oktober 1899 - aldaar, 27 augustus 1989) was een Nederlandse journalist en tekstschrijver. In de Tweede Wereldoorlog was zij actief in het verzet. Zij beschreef haar oorlogservaringen in het boek Oorlogsbelevenissen.

## Levensloop voor mei 1940
Elka Schrijver was het oudste kind in het vrijzinnig Joodse gezin van Michel Schrijver en Rika Hermina Meijers. Zij had een jongere broer Herman. Na de meisjes-H.B.S. en de gemengde H.B.S. ging ze tuinbouw studeren in Wageningen. In 1921 verhuisde ze met haar ouders en broer naar Engeland en werd daar opgeleid tot tekstschrijver. Daar werkte ze voor vooraanstaande reclamebureaus tot ze in 1931 terugkeerde naar Nederland en in dienst kwam bij uitgeverij Nijgh & Van Ditmar. Vanaf 1935 werkte ze als freelance journalist en tekstschrijver. In 1938 werd ze redacteur van Het Rijk der Vrouw en vanaf begin 1940 was ze bij de Haagsche Post verantwoordelijk voor de rubriek ‘Vrouwenpost’. Een andere belangrijke opdrachtgever werd het advertentiebureau van Tom Bosschart. Bosschart leidde een antifascistische en anticommunistische groep waar Schrijver zich in 1939 bij aansloot.

## Tweede Wereldoorlog
Tijdens de Tweede Wereldoorlog maakte en verspreidde Elka Schrijver illegale bladen. Bovendien was ze actief in de contraspionage. Oorspronkelijk vond Bosschart dat ze geen rol kon spelen in het verzet omdat dat te gevaarlijk zou zijn voor een vrouw. Maar juist als vrouw was Schrijver geschikt voor dit werk omdat ze niet opviel en niemand van haar zou verwachten dat ze in het verzet zat. Al in maart 1941 werd de groep verraden en werd ook Schrijver opgepakt. Zij zat van 11 maart tot 23 september gevangen in het Oranjehotel in Scheveningen. Bosschart werd tezamen met een deel van de groep gefusilleerd. Schrijver werd gedeporteerd naar Duitsland, waar ze in verschillende vrouwentuchthuizen gezeten heeft, onder andere in Anrath en Waldheim. Haar ouders zijn in 1943 ‘vrijwillig’ naar Vught gegaan en via Kamp Westerbork naar Sobibór gedeporteerd. Daar zijn ze direct na aankomst op 14 mei 1943 vergast. Schrijver werd op 6 mei 1945 bevrijd door de Russen. Haar oorlogsherinneringen beschreef ze in haar boek Oorlogsbelevenissen, dat ze pas in 1984 publiceerde, nadat ze "in stijgende mate afstand (had) kunnen nemen van (haar) eigen belevenissen in de oorlogsjaren."

## Na 1945
Elka Schrijver deed op 14 april 1946 belijdenis bij de Nederlandse Hervormde Kerk. Zij werkte weer als freelance-journaliste tot in de jaren tachtig, onder andere voor De Groene Amsterdammer en Apollo, een internationaal tijdschrift op het gebied van kunst en antiek. Zij was een van de oprichters van de sectie freelancers van de Federatie van Nederlandse Journalisten.
Andere naoorlogse activiteiten waren het lidmaatschap van de Unie van Vrouwelijke Vrijwilligers (UVV), van de Nederlandse afdeling van Amnesty International, van de Nederlandse Unie van Vrouwelijke Bedrijfshoofden (NUVB), van afdeling Amsterdam van de Nederlandse Vereniging voor Vrouwenbelangen, van Vrouwenarbeid en Gelijk Staatsburgerschap, de Nederlandsche Bond van Vrouwen Werkzaam in Bedrijf en Beroep (VBB) en van de VVD.
Elka Schrijver is overleden op 27 augustus 1989.